# Julien Sauret
Pour les articles homonymes, voir Sauret.
Julien Sauret, né le 4 août 1981 à Reims (Marne), est un joueur français de basket-ball. Il joue au poste de meneur.

## Biographie
Il est le frère d'Audrey Sauret-Gillespie, championne d'Europe avec l'équipe de France, mais aussi 8 fois championne de France et 2 fois championne d'Europe en club.
Il possède également une entreprise de produits du terroir (alimentation et boissons) du Périgord nommée "A pas de canard", basée à Thillois en Champagne-Ardenne.

## Clubs
- ? :  Devils de Genève
- 2001-2002 :  Jeanne d'Arc Dijon Bourgogne (Pro A)
- 2002-2003 :  Maurienne Savoie Basket (Pro B)
- 2003-2004 :  Hermine de Nantes puis Maurienne (Pro B)
- 2004-2005 :  Lions de Genève
- 2005-2007 :  Boulazac Basket Dordogne (Pro B)
- 2007-2008 :  Olympique d’Antibes (Nationale 1)
- 2008-2009 :  Olympique d’Antibes (Pro B)
- 2009-2010 :  Saint-Étienne Case B (Nationale 1)
- 2010-2011 :  Association Sportive Caille Denain Voltaire (Nationale 1)
- 2011-2012 :  Lille Métropole Basket Club (Pro B)
- 2012-2013 :  Union Basket Chartres Métropole (Nationale 1)
- 2013-2014 :  Sorgues Basket Club (Nationale 1)
- 2014-2016 :  Aurore de Vitré (Nationale 2 et Nationale 1)
- 2016-2019 :  Éveil Recy-Saint-Martin (Nationale 3, Nationale 2 et Nationale 1)
- 2019-2020 :  Poissy Basket Association (Nationale 2)